# Гете Вамі
Гете Вамі  (амх. ጌጤነሽ 'ጌጤ' ዋሚ, 11 грудня 1974) — ефіопська легкоатлетка, олімпійська медалістка.

## Виступи на Олімпіадах
| Олімпіада    | Дисципліна           | Місце  |
| ------------ | -------------------- | ------ |
| Атланта 1996 | біг на 10 000 метрів | 3      |
| Сідней 2000  | біг на 5000 метрів   | 3      |
| Сідней 2000  | біг на 10 000 метрів | 2      |
| Пекін 2008   | марафонський біг     | участь |

## Зовнішні посилання
- Досьє на sport.references.com [Архівовано 29 жовтня 2013 у Wayback Machine.]